# Festuca rubra subsp. rubra
Festuca rubra subsp. rubra é uma subespécie de planta com flor pertencente à família Poaceae.

Os seus nomes comuns são festuca-encarnada ou festuca-vermelha-das-dunas.

## Portugal
Trata-se de uma subespécie presente no território português, nomeadamente em Portugal Continental.
Em termos de naturalidade é nativa da região atrás indicada.

## Protecção
Encontra-se/Não se encontra protegida por legislação portuguesa ou da Comunidade Europeia, nomeadadamente pelo Anexo  da Directiva Habitats e pelo Anexo  da Convenção sobre a Vida Selvagem e os Habitats Naturais na Europa e pelo ##LN##.